# 神兵小将

《神兵小將》電視動畫宣傳海報

《神兵小將》是一系列中國内地和香港合製的冒險電視動畫劇集，改編自黃玉郎創作的香港漫畫《神兵玄奇》，央視動畫和玉皇朝集團聯合出品；黃玉郎也擔任系列作的導演。動畫與原作不同，面向兒童客群，許多設定也做出更動；劇情講述主角南宫问天得到神兵獸的力量後，為了懲奸除惡，與夥伴們踏上冒險及戰鬥的旅程。動畫上部2007年在中國中央電視台少兒頻道首播，下部2008年首播，共52集，在中國95及00後的兒童觀眾間紅極一時。主题曲〈梦的光点〉由王心凌演唱，陈天佑作词，林俊杰作曲。2009年推出同名電影，劇情僅是電視動畫的濃縮（但畫面重新製作，也加入了電視版未有的橋段）而反響不佳。
2018年第二部《神兵小将2》同樣在少兒頻道首播，共52集；但與之前的作品不同，從2D動畫改成3D，反響也不如以往。

## 登場人物

### 神兵小將
「神兵小將」一名由玉龍國元首玉鳳賦予，用以表揚擊敗天地盟主、解救玉龍國的南宮問天一行人。南宮問天、東方鐵心、南宮問雅、北冥雪、西門孝和北冥雷都曾在小時候在一場南宮城聚會中相見，但長大時則互不相識，直到彼此重新在冒險中結識。
南宮問天
聲：馬小冀
12岁
玉龍國南宮城少主，神兵小將的領導者兼第一戰力。英勇、富有正義感、樂於助人、愛護同伴，有時也會展現出小孩天真、迷茫、衝動的一面，在家園和親友遭遇惡勢力侵害時，自願背負起對抗邪惡的使命，而與同伴踏上旅途。身手矯健且善於劍術；配戴父親南宮逸賜予、能強化力氣並釋放能量波的「綠珠護腕」。與神兵獸「天晶獸」搭檔，前者能使自己變身並手持「天晶劍」，可施展各種屬性的招式，包括「寒冰破」、「火焰斬」、「閃光斬」、「紫電殛」、「旋風破」；而在多持子劍獸變身的「天晶子劍」後則可施展「天晶雙龍嘯」、「天晶漩渦卷」、「天晶雙龍鑽」、「雙重天晶破」。
南宮問雅
聲：劉旭瑩
7岁
南宮城小姐，南宮問天的妹妹。個性活潑、開朗、天真，儘管年幼但有時不失勇敢，善於與動物交流。在母親玉燕元首遺傳下天生擁有神奇的淨化力量，負責每次在戰鬥結束後將被魔化的神獸或神兵獸恢復原樣。旅途中獲得一把能擴大淨化力量的笛子。
東方鐵心
聲：吳曉蕾
12岁
玉龍國東方海閣小姐。堅強、勇敢且身手不凡的「巾幗英雄」，南宮問天的好戰友，神兵小將的第二戰力。初登場時被天地盟主魔化，視前者為父親，成為天地盟公主，刁蠻任性且與問天等人作對；最後在神兵獸神舞的幫助下恢復記憶，得以和母親東方雄重逢，並加入了問天一夥。與神兵獸「鳳皇」搭檔，前者能使自己變身並手持「鳳皇斧」（魔化時為「魔兵鳳皇斧」），為除問天外唯一能透過神兵獸變身的人。
西門孝
聲：楊瑩
14岁
玉龍國西門城少主，被同伴稱為「阿孝」，體型比其他神兵小將高大、寬胖，個性直率、天真、容易缺乏自信心，時常鬧出笑話，戰力不算出色，歌喉意外地好。特別關照問雅。與神兵獸「小太虛」搭檔，少數使用前者變身的「神兵溜溜球」，通常使用結識小太虛前獲得的武器「水龍炮」戰鬥，可發射水柱攻擊。
北冥雪
聲：吳曉蕾
11岁
玉龍國北冥雪莊二小姐，被同伴稱為「阿雪」，溫柔、善良、聰明、心思細膩，有時也會展現出好勝、任性的一面。家園被天地盟主侵犯時帶著神兵獸「神農獸」逃亡，最後加入南宮問天一夥。神兵小將的治療成員，與神農獸搭檔，能利用前者變身的「神農尺」對同伴進行治療。前往玉島國時讓父親北冥正的神兵獸「十方明亮」跟在身旁。
北冥雷
聲：楊瑩
14岁
玉龍國北冥雪莊少莊主，北冥雪的兄長。堅毅、勇敢、身手矯健，父親北冥正失蹤時擔當起莊主，但被天地盟主的手下絕天機矇騙而深感後悔，醒悟後幫助南宮問天一夥。雖然參與天地盟主的決戰，但並未與北冥雪前往玉島國。

### 玉龍國
玉鳳
聲：馬小冀
玉龍國元首，玉島國元首玉燕的姊姊，女媧的傳人之一。曾被天地盟主囚禁，引導南宮問天等人戰勝後賦予他們「神兵小將」的名號。
南宮逸
聲：陳軼
南宮城主，南宮問天和問雅之父，玉島國元首玉燕的丈夫。個性堅毅、嚴肅，戰力驚人，以劍為武器，指導過問天劍術。曾被天地盟主魔化而統治著南宮城，最後被問天等人解救。與神獸「巨靈龍」搭檔。
東方雄
聲：劉紅韻
東方海閣閣主，東方鐵心之母。勇敢、堅強，以劍為武器，在神兵小將冒險中一路上保護著他們；為人嚴厲，擔當起神兵小將們大家長的角色。讓神兵獸「鳳皇」與女兒搭檔。
西門豪
西門城主，西門孝之父，為人慷慨、莊重，力氣驚人，能赤手空拳施展氣功「西門神拳」。與神兵獸「太虛獸」搭檔。
北冥正
北冥雪莊莊主，北冥雪和雷之父，性格堅毅且富有正義感，武器為青龍偃月刀，因天地盟主的追擊而一度失蹤。與神兵獸「十方明亮」搭檔，後讓十方明亮跟著阿雪前往玉島國。

### 玉島國
阿娇
聲：馬小冀
13岁
靈劍雙子中的姊姊，與妹妹阿莎負責駕駛女媧星船，南宮問天一夥的盟友。性格成熟、冷靜、善解人意，重視大局而提議長期默默守護著問天等人。身手敏捷；能與妹妹配合讓神兵獸「子劍獸」變身為「天晶子劍」。
阿莎
聲：楊瑩
11岁
靈劍雙子中的妹妹，與姊姊阿嬌負責駕駛女媧星船，南宮問天一夥的盟友。個性開朗、好勝，容易暴躁、計較，曾與北冥雪爭吵，但最後成為朋友。身手敏捷；能與姊姊配合讓神兵獸「子劍獸」變身為「天晶子劍」。
武勇
聲：楊瑩
10岁
琉璃國的王子，為了拯救父親玄天聖帝和姑姑玄天帝姬而行動。年齡雖小但心智成熟。最後成為神兵小將的一員。與神兵獸「雄獅」搭檔，能利用前者變身的「炎獸」施展招式「火獅吼」。
牛郎
聲：閻萌萌
14岁
初登場時因誤會而與南宮問天打了起來。
玉燕
聲：馬小冀
玉島國元首，玉龍國元首玉鳳的姊姊，女媧的傳人之一。
宗主
玉燕的御前護衞，靈劍雙子之父，南宮逸的師弟，曾不敵玄天邪帝而與神兵獸「天誅」遭魔化。與天誅搭檔，能利用前者變身的神兵天誅發射九支威力驚人的箭。

### 琉璃國
玄天聖帝／玄天邪帝
聲：穆威力
第二部下部主要反派。琉璃國國王，武勇之父，被元始天魔魔化成為陰險狡詐、甚至能操控雷雲的「玄天邪帝」，開始侵略玉島國。與魔兵獸「蜘蛛王」搭檔，能利用前者變身的超級魔兵蛛魂戰鬥。
玄天帝姬
聲：吳曉蕾
玄天聖帝的妹妹，武勇的姑姑，被魔化後擔任玉島國草原島的統治者。與被魔化的神獸「雌獅」搭檔。

### 元始天魔勢力
元始天魔
最終反派，與女媧勢不兩立的千年古妖魔，企圖統治全人類，派遣天地盟主與玄天邪帝與神兵小將為敵。
天地盟主
聲：穆威力
第一部上部主要反派。奉元始天魔之命侵略玉龍國並除掉南宮問天，被問天擊敗後，遭玄天邪帝處決。與被魔化的神獸「猛虎」搭檔，能利用前者變身的「虎魄」釋放魔化煙霧。

### 神獸
玉靈龍
聲：閻萌萌
南宮家的守護神獸，火屬性龍族，能吐出火焰。個性天真、活潑，戰力不強但有時可靠。
巨靈龍
聲：郭政建
南宮家的守護神獸，玉靈龍之父，南宮逸的搭檔。曾和南宮逸一起被天地盟主魔化，恢復後重回主人身旁。
巨龍
玉島國元首島守護神獸，曾被玄天邪帝所魔化。
大百足
金剛
雌獅

### 神兵獸
天晶獸
聲：王凱（第一部）；白文顯（第二部）
鳳皇
聲：劉旭瑩
小太虛
聲：劉旭瑩
太虛獸
聲：趙然
神農獸
聲：宋楊
猛虎
聲：鞠月斌
驚邪
聲：穆威力
十方明亮
聲：王凱
神舞
聲：劉旭瑩
子劍獸
天誅
影子天晶獸
雄獅

### 魔兵獸
鑽石大象
蜘蛛王
魔鏡獸

### 其他人物
女媧
影子問天
聲：馬小冀

## 外部連結
- 豆瓣电影上《神兵小将》的資料 （简体中文）（上部）
- 豆瓣电影上《神兵小将》的資料 （简体中文）（下部）
- 豆瓣电影上《神兵小将》的資料 （简体中文）（2009年電影）
- 豆瓣电影上《神兵小将2》的資料 （简体中文）